# Gandellino

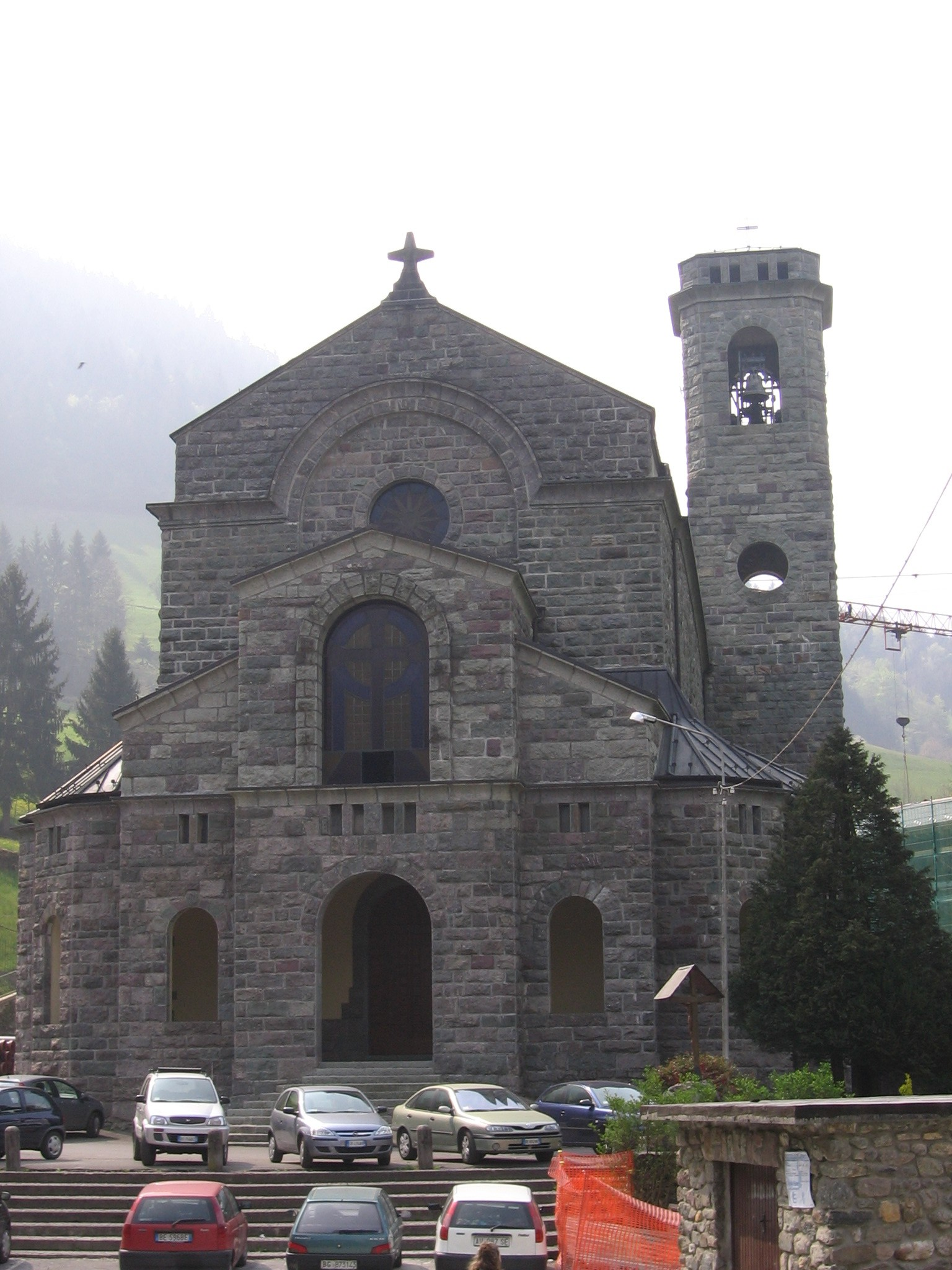
Gandellino

Gandellino là một đô thị ở tỉnh Bergamo trong vùng Lombardia của nước Ý, có vị trí cách khoảng 90 km về phía đông bắc của Milano và khoảng 40 km về phía đông bắc của Bergamo. Tại thời điểm ngày 31 tháng 12 năm 2004, đô thị này có dân số 1.096 người và diện tích là 25,4 km².
Đô thị Gandellino có các frazioni (đơn vị cấp dưới, chủ yếu là các làng) Gromo San Marino, Foppi, Tezzi, Pietra, Bondo, Grabiasca, và San Giorgio.
Gandellino giáp các đô thị: Carona, Gromo, Valbondione, Valgoglio.